# Caroline Kathryn Allen
Caroline Kathryn Allen (née le 7 avril 1904 et décédée le 6 avril 1975) était une botaniste, illustratrice botanique et taxonomiste américaine connue pour ses études sur les arbres de la famille Lauraceae. Elle était membre du personnel de l'arboretum Arnold et du jardin botanique de New York. Elle a décrit plus de 275 espèces et a largement contribué à des publications universitaires,.
C.K.Allen est l’abréviation botanique standard de Caroline Kathryn Allen.
Consulter la liste des abréviations d'auteur en botanique ou la liste des plantes assignées à cet auteur par l'IPNI, la liste des champignons assignés par MycoBank, la liste des algues assignées par l'AlgaeBase et la liste des fossiles assignés à cet auteur par l'IFPNI.